# Baeonectes pavlenkoi
Baeonectes pavlenkoi is een pissebed uit de familie Munnopsidae. De wetenschappelijke naam van de soort is voor het eerst geldig gepubliceerd in 1933 door Gurjanova.